# How Can I Go On
How Can I Go On è un singolo del 1989 di Freddie Mercury e Montserrat Caballé, proveniente dall'album Barcelona.
Scritto da Freddie Mercury e Mike Moran, il singolo del cantante dei Queen e del soprano spagnolo venne pubblicato solo nel Regno Unito, in Giappone, in Germania, in Brasile e ad Hong Kong (solo nella versione promo). Registrato nella primavera 1987, il brano vede la presenza al basso elettrico di John Deacon. How Can I Go On arrivò alla ottantacinquesima posizione nella classifica inglese.
Insieme a Somebody To Love e Don’t Stop Me Now, è la canzone più personale e che più ricorda e rappresenta Freddie Mercury per Peter ‘Phoebe’ Freestone, suo assistente personale e amico.

## Promozione
Il brano venne eseguito live (anche se in playback) da Freddie Mercury e Montserrat Caballé l'8 ottobre 1988 al Festival "La Nit" di Barcelona (per pubblicizzare l'album Barcelona, che solamente due giorni dopo venne pubblicato).

## Tracce
1. How Can I Go On – 3:57
2. Guide Me Home – 2:41
3. Overture Piccante – 6:40